# شهبولات شهاملايف
شهبولات شهاملايف (بالروسية: Шахбулат Шамхалаев؛ مواليد 27 أغسطس 1983) هو مقاتل فنون القتال المختلطة أمريكي.

## وصلات خارجية
- شهبولات شهاملايف على موقع بيلاتور (الإنجليزية)
- شهبولات شهاملايف على موقع شيردوغ (الإنجليزية)
- شهبولات شهاملايف على موقع IMDb (الإنجليزية)
- شهبولات شهاملايف على موقع قاعدة بيانات الفيلم (الإنجليزية)